# Гостра могила № 1
Гостра могила № 1 — втрачений ботанічний заказник місцевого значення в Україні. 
Існував на околицях села Остап'є Підволочиського району Тернопільської області. 

## Відомості
Оголошений заказником рішенням Тернопільської обласної ради від 18 березня 1994 року. Площа становила 15 га. 
Рішенням Тернопільської обласної ради № 358 від 25 січня 2005 року об'єкт скасовано. 
Скасування статусу відбулося з причини включення території в природний заповідник «Медобори».